# Eduard Werner (Slawist)
Eduard Werner (sorbisch Edward Wornar, * 21. April 1966 in Bendorf) ist ein deutscher Slawist und geschäftsführender Direktor des Instituts für Sorabistik an der Universität Leipzig.

## Leben
Eduard Werner wuchs in Rheinland-Pfalz auf. Er studierte zunächst Paläontologie in Bonn, wechselte dann zur Slawistik und Indogermanistik, lernte unter anderem russisch und polnisch, litauisch, lettisch und Esperanto, und spezialisierte sich schon früh auf Sorabistik.
Nach dem Abschluss des Studiums 1991 war er zunächst Stipendiat der Konrad-Adenauer-Stiftung. Ab 1993 war er wissenschaftlicher Mitarbeiter in der Abteilung Sprachwissenschaft des Sorbischen Instituts in Bautzen. Seit 2003 lehrt er als Professor für Sorabistik an der Universität Leipzig und ist als solcher auch Direktor des Instituts für Sorabistik.
Werner lebt in Elstertrebnitz und bezeichnet sich selbst als „Sorbe mit Migrationshintergrund“. Er ist mit einer Litauerin verheiratet und hat mehrere Kinder.

## Publikationen (Auswahl)
- Studien zum sorbischen Verbum. Domowina-Verlag, Bautzen 1996, ISBN 3-7420-1680-6.
- mit Jana Šołćina: Obersorbisch im Selbststudium. Hornjoserbšćina za samostudij. Domowina-Verlag, Bautzen 2000, ISBN 3-7420-1779-9 (5. Aufl. 2025).
- Die Verbalaffigierung im Obersorbischen (= Schriften des Sorbischen Instituts. Band 34). Domowina-Verlag, Bautzen 2003, ISBN 3-7420-1940-6 (zugleich: Habilitationsschrift, Universität des Saarlandes, 2000).
- English-Upper Sorbian Learner’s Dictionary. Jendelsko-hornjoserbski šulski slownik. Domowina-Verlag, Bautzen 2007, ISBN 978-3-742011-86-2.
- (Hrsg.): Traugott Xaverius Unruh: Von der Sorberwenden Wesenheit und Herkommen. Reinecke & Voß, Leipzig 2015, ISBN 978-3-942901-12-3.